# Ji Xiaochen
Ji Xiaochen (2 agosto 1994) è una pallavolista cinese.
Gioca nel ruolo di palleggiatrice nello Shanghai Dong Hao Lansheng Nuzi Paiqiu Julebu.

## Carriera
La carriera di Ji Xiaochen inizia nel 2012, quando entra a far parte del settore giovanile dello Shanghai Sheng Paiqiu Dui. Dopo una sola annata viene promossa in prima squadra, facendo il suo esordio nella Volleyball League A cinese nella stagione 2013-14, chiusa al quinto posto, per poi raggiungere la finale scudetto nella stagione seguente.